# Paul Topinard

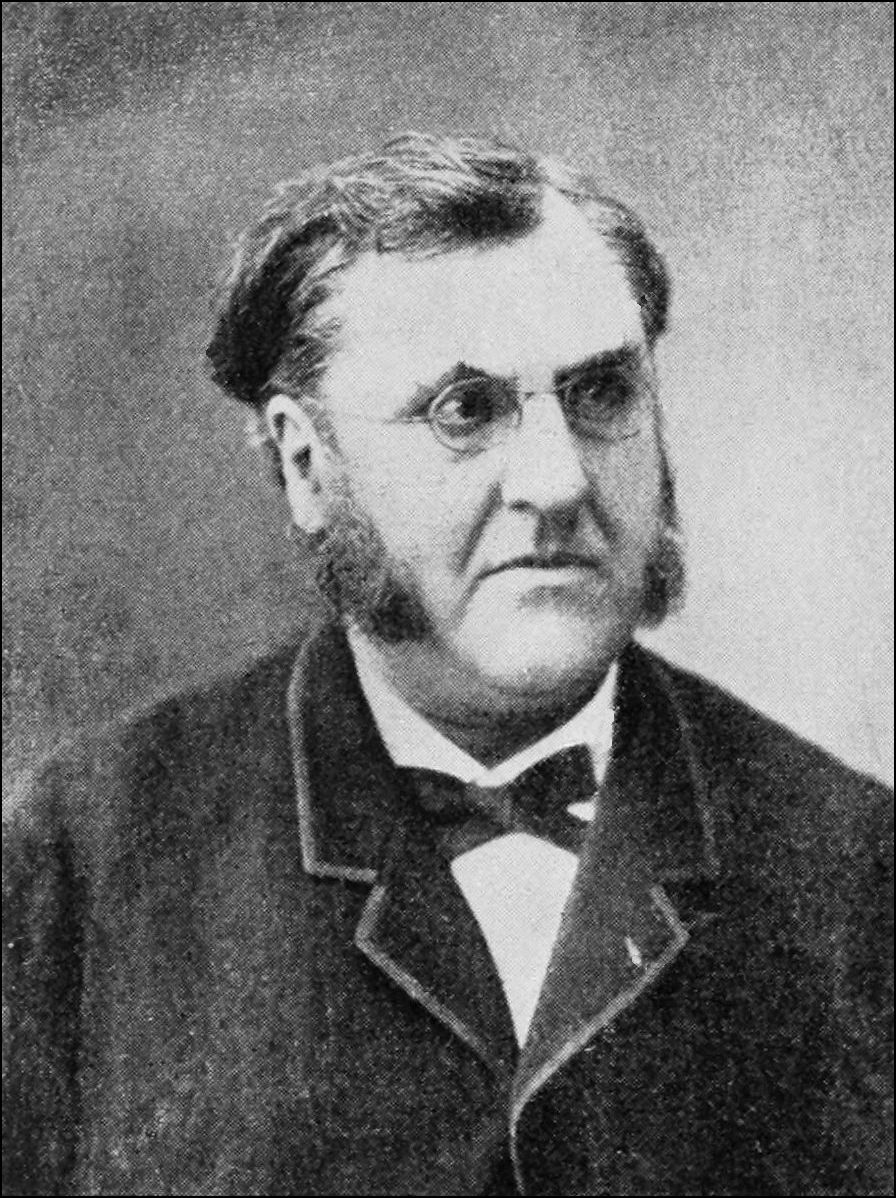
Paul Topinard

Paul Topinard, född 4 november 1830 i l'Isle-Adam (Seine-et-Oise), död 20 december 1911 i Paris, var en fransk antropolog och rasbiolog.
Han var professor vid École d'anthropologie i Paris samt utgivare av Revue d'anthropologie. 1879 indelar Topinard medelkroppslängden hos olika raser i fyra grupper:
- högvuxna; över 170 cm
- över medellängden; 170-165 cm
- under medellängden; 165-160 cm
- småvuxna, under 160 cm

Han genomförde 1889 en undersökning omfattande 200 000 fransmän angående kroppskonstitution. 
Topinard använde begreppet kriminologi för första gången i Paris 1889, för att skapa en term som stöd i kontrast till "kriminalantropologi" som förknippas med Cesare Lombrosos begrepp atavism.